# Julien Vervaecke
Julien Vervaecke (Dadizele, Moorslede, 3 de noviembre de 1899 - Roncq, 24 de mayo de 1940) fue un ciclista belga que fue profesional entre 1926 y 1935. 
En su palmarés destacan dos etapas del Tour de Francia, en las 5 ediciones en que tomó parto, y la París-Roubaix de 1930.

## Palmarés
- 1925
  - Circuito Francobelga
  - Circuito Minero y Metalúrgico norteño
- 1926
  - Circuito Francobelga
- 1927
  - Vencedor de una etapa en el Tour de Francia
- 1928
  - Gran Premio Wolber
  - Circuito de Bélgica
- 1929
  - París-Lens
  - Vencedor de una etapa en el Tour de Francia
- 1930
  - París-Roubaix
- 1931
  - Gran Premio Berchem-Audenaerde
- 1932
  - París-Bruselas
- 1933
  - Critérium de Berchem

## Resultados

### Grandes Vueltas
| Carrera | Carrera         | 1927 | 1928 | 1929 | 1930 | 1931 | 1932 | 1933 | 1934 | 1935 | 1936 |
| ------- | --------------- | ---- | ---- | ---- | ---- | ---- | ---- | ---- | ---- | ---- | ---- |
|         | Giro de Italia  | —    | —    | —    | —    | —    | 11.º | —    | —    | —    | —    |
|         | Tour de Francia | 3.º  | 5.º  | 8.º  | —    | 6.º  | —    | Ab.  | —    | —    | —    |
|         | Vuelta a España | X    | X    | X    | X    | X    | X    | X    | X    | —    | —    |